# Montevago
Montevago (vago nell'accezione di "bello", grazioso") è un comune italiano di 2 666 abitanti del libero consorzio comunale di Agrigento in Sicilia.
Il centro è noto per la sorgente di acqua sulfurea che ha dato origine alle Terme Acqua Pia legate alla leggenda di Cinzio e Corinzia.

## Storia
Questa zona è stata, sin dal periodo più remoto, luogo di insediamenti umani testimoniati dai numerosi ritrovamenti di materiale archeologico.
La battaglia sul fiume Crimiso (341 a.C.) - combattuta tra l'esercito greco guidato da Timoleonte e quello punico sotto la guida di Amilcare ed Asdrubale - narrata da Plutarco e Diodoro, sembra potersi localizzare sull'attuale ramo sinistro del Belice. L'ipotesi è supportata sia dalla configurazione della zona, nonché dalla descrizione ricavata dalle fonti storiche. Infatti, dal pianoro di Montevago, dove probabilmente si era accampato Timoleonte, la valle del fiume poteva essere facilmente raggiunta. In contrada Saccafena vi è un dosso collinare, chiamato coddu di lu Grecu, da cui poter facilmente controllare la vallata, osservatorio di Timoleonte durante la battaglia del Crimiso. Per localizzazione della battaglia è importante rilevare che nella contrada "serra di li fossa" sono state rinvenute numerose tombe con scheletri e relativo corredo funerario tipico dei guerrieri.
Nel 827 d.C. l'esercito musulmano, guidati da Asad, sbarcò in Sicilia e si scontrò con l'esercito bizantino, guidato dal generale Palata, sconfiggendolo. Dopo i musulmani, nella zona sono sorti casali e villaggi, di cui rimangono citazioni nei documenti del periodo normanno con riferimenti a nuclei urbani; tra questi si ricorda Rabl Al-Balat nei pressi della località Calatrasi, il casale Belich e Mazil Sindi detto successivamente Miserindino che darà il nome, sin dal XIV secolo, all'omonima baronia.
Il feudo di Miserendino e relativo castello fu concesso ad Antonio Moncada, conte di Adernò, da re Martino nel 1392; successivamente pervenne a Enrico Rosso e nel 1433 fu venduto ai Corbera e dopo ai Filangeri. Della baronia di Miserendino facevano parte i tre feudi di Adrigna, Serafino e Gipponeri, acquistati nel gennaio del 1636 da Girolama Xirotta. In quel tempo non poteva fondarsi nessun nuovo comune senza speciale licenza del sovrano; Girolama Xirotta chiese ed ottenne la facoltà di popolare il feudo di Gipponeri dando al paese che vi doveva sorgere il nome di Montevago. Rutilio Xirotta, marchese di Santa Elisabetta ottenne (per sé ed i suoi eredi) il titolo di principe di Montevago, con privilegio dato a Madrid.
Insieme alla costruzione della casa baronale degli Xirotta e alla vicina Chiesa di San Francesco (prima Chiesa Madre di Montevago), il primo nucleo urbano del paese venne sviluppandosi secondo uno schema razionale di tipo ortogonale. Alla costituzione di questo primo nucleo concorsero abitanti dei paesi vicini di Santa Margherita di Belice, Sambuca di Sicilia, Poggioreale e Partanna.
Rutilio Xirotta, il 17 febbraio 1655, prese l'investitura dei tre feudi di Adrigna, Serafino e Gipponeri che formarono lo stato di Montevago e dopo sposò Eleonora Gravina Migliaccio da cui ebbe i figli Saverio e Girolama. Nel 1666, dopo la sua morte, prese l'investitura il figlio Saverio che morì in giovane età - due anni dopo - e pertanto l'investitura passo, il 17 dicembre 1688, alla sorella Girolama che aveva sposato nel 1681 Giovanni Gravina Requesenz, duca di San Michele. Il nuovo stato, quindi, passò alla famiglia Gravina i cui membri unirono al titolo di Duca di San Michele anche quelli di marchese di S. Elisabetta e principi di Montevago.
Sul finire del XVII secolo, dopo che i Gravina subentrarono agli Xirotta, il paese si era particolarmente sviluppato. In quell'epoca la popolazione contava 971 abitanti e compaiono i primi quartieri di San Francesco e della Concezione e nel 1714 venne costituita l'Università di Montevago, ossia la pubblica amministrazione del paese.
Nel 1740 a Girolama Xirotta successe il figlio Girolamo e intorno alla metà del XVIII secolo l'assetto urbanistico di Montevago raggiunse una configurazione pressoché definitiva, con un tracciato viario rigorosamente ortogonale (sistema edificatorio allora in vigore di tipo ispano-moresco) che veniva a conformare una serie di isolati rettangolari ognuno dei quali comprendeva diverse unità immobiliari a loro volta ruotanti attorno ad ampi cortili interni, cosiddetti "patii", dove si svolgevano le attività artigianali e familiari degli abitanti. Vi era, inoltre, una vasta piazza, detta "piano della Matrice", nella quale si affacciava la Cattedrale fatta costruire tra il XVII e XIX secolo dai Gravina e dedicata agli apostoli Pietro e Paolo.
Nella notte tra il 14 e il 15 gennaio 1968 il territorio comunale venne interessato dal Terremoto del Belice del 1968, alla distruzione del terremoto nel comune Sergio Zavoli dedicò una sua inchiesta "il vicebrigadiere di Montevago".

### Simboli
Lo stemma del comune di Montevago è stato concesso con regio decreto del 24 febbraio 1938. È costituito da un'aquila d'oro, tenente fra le zampe uno scudetto rosso con croce bianca, su una pianura di verde, con due grandi montagne sullo sfondo.
Il gonfalone, concesso con decreto del presidente della Repubblica del 4 novembre 2003, è costituito da un drappo partito di rosso e di bianco.

## Monumenti e luoghi d'interesse

### La Chiesa Madre

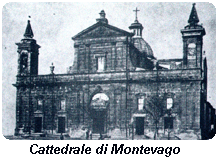
Chiesa madre di Montevago distrutta dal terremoto del 1968

La monumentale cattedrale di Montevago, costruita sul posto dove sorgeva la chiesa del SS. Crocifisso o del Purgatorio dedicata agli apostoli Pietro e Paolo, è stata iniziata verso la fine del 1700 e gli inizi del 1800 per volontà del principe Giovanni Gravina Moncada e continuata dal cardinale Pietro Gravina fino al 1820, anno in cui fu benedetta.
Pietro Gravina, nato in Sicilia nella terra di Montevago il 16 dicembre 1749 e morto a Palermo il 6 dicembre 1830, figlio di Giovanni (terzo principe di Montevago) e di Eleonora Napoli; iniziò gli studi prima presso i Teatini a Palermo per proseguirli, poi, nel collegio Clementino a Roma.
Nominato, da papa Pio VI il 12 settembre 1794, arcivescovo di Nicea, fu inviato come nunzio apostolico a Lucerna e nel 1802 a Madrid. Nel concistoro dell'8 marzo 1816 Pio VII lo elevò alla porpora cardinalizia e nello stesso anno lo nominò arcivescovo di Palermo; nel 1820 venne nominato Presidente della giunta di Pubblica Sicurezza, nonché, Luogotenente Generale durante la rivoluzione siciliana.
Il suo corpo è sepolto nella cattedrale di Palermo, nella Cappella dell'Immacolata; un suo ritratto sovrastava il mausoleo della cattedrale di Montevago e una copia è affissa nella sala del Viceré del Palazzo dei Normanni di Palermo. Architetto dell'opera fu il palermitano Emmanuele Palazzotto, autore successivamente dei campanili neogotici della cattedrale di Palermo a partire dal 1826 sempre per volere del cardinale Pietro Gravina.

La facciata della cattedrale di Montevago presentava una sagoma neoclassica, realizzata in tufo (senza intonaco), era articolata su due ordini sovrapposti, separati da un'ampia trabeazione. L'ordine inferiore, a sua volta, era ripartito verticalmente da lesene, ora doppie ora singole; all'interno di questi spazi si aprivano nel corpo centrale, leggermente aggettante rispetto ai lati, una grande porta sormontata da un timpano triangolare all'interno di un grande arco a tutto sesto, mentre negli spazi laterali delle doppie porte più piccole (di cui le due più esterne cieche) sormontate da finestre con timpani triangolari.

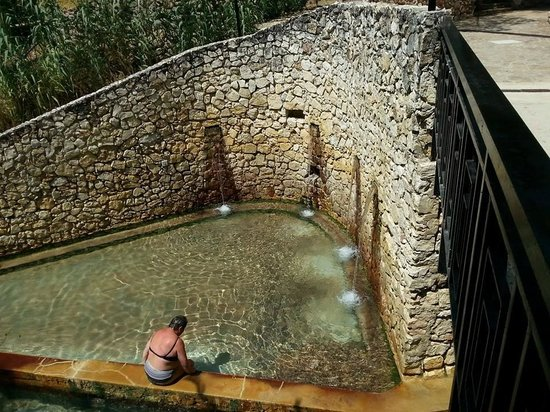
Cascatelle idromassaggio all'interno delle Terme Acqua Pia

## Società

### Evoluzione demografica
Abitanti censiti

### Tradizioni e folclore
- Il santo patrono della città di Montevago è san Domenico[7], che viene festeggiato l'8 agosto.
- Il 2 luglio è molto sentita la festa in onore della Madonna delle Grazie davanti al santuario a lei dedicato e sede del convento dei frati.

## Amministrazione
Di seguito è presentata una tabella relativa alle amministrazioni che si sono succedute in questo comune.
| Periodo          | Periodo          | Primo cittadino            | Partito                            | Carica              | Note   |
| ---------------- | ---------------- | -------------------------- | ---------------------------------- | ------------------- | ------ |
| 7 febbraio 1988  | 22 maggio 1990   | Biagio Migliore            | Partito Socialista Italiano        | Sindaco             | [ 10 ] |
| 22 maggio 1990   | 13 gennaio 1992  | Giovanni Bavetta           | Partito Socialista Italiano        | Sindaco             | [ 10 ] |
| 13 gennaio 1992  | 7 giugno 1993    | Calogero Migliore          | Democrazia Cristiana               | Sindaco             | [ 10 ] |
| 12 giugno 1993   | 10 febbraio 1994 | Bernardo Triolo            | Partito Democratico della Sinistra | Sindaco             | [ 10 ] |
| 27 giugno 1994   | 25 maggio 1998   | Girolamo Barrile           | -                                  | Sindaco             | [ 10 ] |
| 25 maggio 1998   | 25 luglio 2000   | Domenico Barrile           | Partito Democratico della Sinistra | Sindaco             | [ 10 ] |
| 25 luglio 2000   | 27 novembre 2000 | Paolo Barone               |                                    | Comm. straordinario | [ 10 ] |
| 27 novembre 2000 | 13 giugno 2006   | Calogero Impastato         | lista civica                       | Sindaco             | [ 10 ] |
| 13 giugno 2006   | 31 maggio 2011   | Antonino Barrile           | Democratici di Sinistra            | Sindaco             | [ 10 ] |
| 31 maggio 2011   | 5 giugno 2016    | Calogero Impastato         |                                    | Sindaco             | [ 10 ] |
| 5 giugno 2016    | 11 ottobre 2021  | Margherita La Rocca Ruvolo | lista civica                       | Sindaco             |        |
| 12 ottobre 2021  | in carica        | Margherita La Rocca Ruvolo | lista civica                       | Sindaco             |        |

### Altre informazioni amministrative
Il comune di Montevago fa parte delle seguenti organizzazioni sovracomunali: regione agraria n.2 (Colline del Carboj).